# Cecilia Grubbström
Cecilia Anna Skagerstam Grubbström (født 2. september 1986 i Partille) er en svensk håndboldspiller, der senest spillede for Skövde HF i sæsonen 2014/15 som målvogter. Hun har også spillet for Sveriges håndboldlandshold.

## Klubhold
Hun begyndte at spille håndbold i den lokale klub IK Sävehof. Her var hun med til at vinde det svenske mesterskab i 2007, 2008, 2009, 2010, 2011 og 2012.
Den 11. februar 2012 annoncerede Viborg Håndbold Klub og Grubbström, at hun fra 1. juli 2012 skiftede til den danske klub på en 2-årig kontrakt.
I starten af år 2013 skiftede hun med øjeblikkelig virkning til den franske ligaklub OGC Nice Handball pga. konkurrencesituationen på målvogterposten i Viborg HK.

## Landshold
I december 2010 var Cecilia Grubbström med til at vinde sølvmedaljer ved EM i håndbold, hvor Sveriges A-landshold tabte til Norge. Den 25. november 2012 havde hun spillet 72 kampe og scoret ét mål for det bedste nationalmandskab.

## Meritter som håndboldspiller
- Svensk mester (IK Sävehof) – 2007, 2008, 2009, 2010, 2011 og 2012
- EM 2010 sølv (Sverige) – 2010